# ルイス・ハンドリー
ルイス・デ・ブレダ・ハンドリーまたはルイージ・デ・ブレダ (Louis de Breda Handley or Luigi de Breda、1874年2月14日 - 1956年12月28日) はイタリア生まれのアメリカの競泳自由形、水球の選手。1904年のセントルイスオリンピックに出場した。
父はアメリカ人彫刻家のフランシス・モンタギュー・ハンドリー、母はイタリア人である。洗礼名であるルイージと、母の姓であるデ・ブレダでイタリア市民としてローマに登録された。
1896年にニューヨークに逃れ、名前に父の姓を加えた。小さな輸入会社で働き、狩りと水泳に非常に打ち込んだ。優れた水球選手でもあった (彼のシュートスタイルは「ジャンピング・サーモン」と称された」)。
1904年のセントルイスオリンピックでは4 × 50ヤード自由形リレーで金メダルを獲得し、ニューヨークアスレチッククラブ水球チームの一員としても金メダルを獲得した。1マイル自由形にも出場したが、ゴールできなかった。
指導者として、エセルダ・ブレーブトリーを指導し、1920年のオリンピックでの3個の金メダル獲得に導いた。また、ガートルード・エダールが1926年に女性として初めてイギリス海峡横断に成功したのも彼の導きによる。
ブリタニカ百科事典の水泳に関する見出し語を書いた。

## 著作
- Handley, L. De. B., How to play water polo, American Sports Publishing Company, New York, 1910
- Handley, L. De. B., Swimming and Watermanship, The MacMillan Company, New York, 1918

## さらに見る
- オリンピックの競泳競技・男子メダリスト一覧